# Bunuri mobile din domeniul numismatică clasate în patrimoniul cultural național al României aflate în județul Alba
Acestă listă conține bunurile mobile din domeniul numismatică clasate în Patrimoniul cultural național al României aflate la momentul clasării în județul Alba.

## Tezaur
| Foto | Informații generale           | Detalii tehnice | Descriere | Deținător                                 | Legături |
| ---- | ----------------------------- | --- | --- | ----------------------------------------- | -------- |
|      | Dinar arpadian                | Datare: secolul XII Descoperit: jud. Alba, Alba Iulia, Str. Mihai Viteazul nr. 21 Material: argint                        | Descriere avers: cruce cu brațele realizată din puncte Descriere revers: patru cruci cu brațele egale | Arhiepiscopia Romano-Catolică, Alba Iulia | Cimec    |
|      | Monedă dacică                 | Datare: 2/2 sec. II - 1/2 sec. I a.Chr. Școală: Aiud-Cugir Descoperit: Piatra Cravii Material: argint; batere             | Descriere avers: Cap uman în profil sprer dreapta, nasul ascuțit, ochiul redat printr-un cerc cu un punct la mijloc, gura o rozetă alcătuită din șapte globule, sub bărbie două semicercuri. Deasupra frunții este o rozetă alcătuită din globule. Părul și urme de cunună sunt redate din două șiruri de globule, două frunze de formă ovală și în stânga un șir de linii în unghi ascuțit, așezate asimetric, una după alta, cu vârful în jos; deasupra lor, către frunte o linie groasă, semicirculară, dublată de o alta globulară. Din zona urechii, în jos, coboară o limie dublă, care se îndoaie în jos în unghi drept către stânga. Descriere revers: Călăreț cu calul la trap, în profil spre dreapta. Călărețul, mult stilizat, are corpul triunghiular, picioarele îi lipsesc, capul este redat printr-un cerc cu punct la mijloc din care pornesc în sus în sus patru linii radiate; în spatele lui un șir de perle. Calul, de asemenea, foarte mult stilizat, are pieptul de formă ovală, mai dezvoltat decât crupa, gâtul subțire, capul mult micșorat, botul asemănător unui cioc de pelican. Coama este redată printr-un șir de perle iar picioarele sunt realizate din linii frânte și cu copite triunghiulare; sub cal o linie orizontală cu punct la mijloc. | Muzeul Național al Unirii, Alba Iulia     | Cimec    |
|      | Monedă dacică                 | Datare: 2/2 sec. II - 1/2 sec. I a.Chr. Școală: Rădulești-Hunedoara Material: argint; batere                              | Descriere avers: Capul lui Herakles, foarte mult schematizat și degenerat. Se mai disting doar câteva elemente: ochiul care este un romb cu punct la mijloc, două cercuri și o jumătate de rozetă pe marginea flanului monetar. Descriere revers: Cal și călăreț spre stânga. Călărețul este înlocuit printr-un oval de perle, iar calul este reprezentat cu șase picioare. | Muzeul Național al Unirii, Alba Iulia     | Cimec    |
|      | Monedă dacică                 | Datare: 2/2 sec. II - 1/2 sec. I a.Chr. Școală: Rădulești-Hunedoara Material: argint; batere                              | Descriere avers: Capul lui Herakles mult stilizat, în profil spre dreapta. Bărbia este ascuțită și proeminentă, buzele sunt redate prin două linii paralele, cu capetele globulare, nasul este o linie oblică, ochiul un cerc cu punct la mijloc. Deasupra frunții, marcată de o linie orizontală, două semicercuri concentrice indică buclele părului. Sub bărbie un unghi ascuțit, cu câte o globulă la capete și pe lături, sugerează ghearele leului. În fața nasului apare un S cu puncte. În câmpul din stânga, câteva liniuțe în formă de semilună schițează părul leului nemeean. Totul în cerc perlat. Descriere revers: Călăreț cu calul la trap spre dreapta, mult stilizat. Corpul călărețului este redat dintr-o linie dublă, frântă în zona genunchiului. Capul și coiful apar într-o formă ovală neregulată, deschisă în partea de sus și cu o globulă. Calul are gâtul lung și subțire, terminat cu un corp rectangular, coama un șir de perle. Piciorul drept din față este dublu și fără copite, iar celelalte sunt alcătuite din linii simple cu copite triunghiulare. Sub cal o linie orizontală, cu câte o globulă la capete și la mijloc. | Muzeul Național al Unirii, Alba Iulia     | Cimec    |
|      | Monedă dacică                 | Datare: 2/2 sec. II Școală: Aninoasa-Dobrești Material: argint; batere                                                    | Descriere avers: Capul lui Zeus stilizat, spre dreapta. Părul este redat prin mai multe liniuțe, care cad perpendicular pe o linie orizontală, iar cununa este reprezentată prin două șiruri de globule paralele; sub cunună apar patru ovale și o linie oblică, puțin curbată. Descriere revers: Călăreț cu calul la trap, spre dreapta, foarte mult schematizat. El are capul globular, cu o proeminență în față ca un bot de câine, o linie deasupra ei indică probabil nasul, iar două linii la spate sugerează părul. Corpul său este triunghiular iar piciorul îi coboară sub pântecele calului. Acesta are unul din picioarele din față ridicat, redat printr-o linie frântă. Celălalt picior din față este unit cu unul dintre picioarele din spate printr-o linie orizontală cu trei globule. Picioarele din spate au copite triunghiulare. Capul este asemănător unui cap de pasăre cu ciocul lat, tăiat de două linii paralele, coama este redată printr-un șir de globule, iar coada printr-o linie dublă arcuită. | Muzeul Național al Unirii, Alba Iulia     | Cimec    |
|      | Monedă dacică                 | Datare: 2/2 sec. II - 2/2 sec. I a.Chr. Școală: Adâncata-Mânăstirea Material: argint; batere                              | Descriere avers: Capul lui Zeus, schematizat, spre dreapta. Nasul este redat printr-o globulă la capătul de jos. Gura este reprezentată printr-o globulă, la fel și ochiul. Părul este înfățișat prin grupe de câte trei linii, care pornesc radiat din creștetul capului spre frunte și ureche; în locul urechii apare un oval, în spatele lui o dungă curbată, fruntea proeminentă este unită cu obrazul. Deasupra frunții sunt trei linii care se unesc în partea de sus printr-o proeminență. Barba, parțial vizibilă , este alcătuită din câteva bucle. Descriere revers: Călăreț cu calul la trap spre stânga. El este reprezentat prin trei globule, așezate în unghi cu vârful în jos. Calul are corpul alcătuit din două proeminențe circulare, separate printr-o linie unghiulară, gâtul arcuit și capul rectangular. Gâtul este separat de corp printr-o linie oblică. Picioarele sunt realizate din linii subțiri, cu globule la încheieturi și la copite. Cel din dreapta, din față este ridicat. | Muzeul Național al Unirii, Alba Iulia     | Cimec    |
|      | Monedă dacică                 | Datare: 2/2 sec. III - 1/2 sec. II a.Chr. Școală: Huși-Vovriești Material: argint; batere                                 | Descriere avers: Capul lui Zeus cu cunună de lauri, în profil spre dreapta. Cununa este redată din trei rânduri de proeminențe ovale ascuțite, două împletite, cu capetele din stânga unite și al treilea deasupra frunții, în poziție oblică, cu înclinare spre stânga. Părul de deasupra cununii coboară în grupe de linii ramificate. Barba este alcătuită din două șiruri de proeminențe ovale, buzele din două globule, la vârful nasului alte două globule. Gâtul este marcat printr-o linie semicirculară. Trei șuvițe de păr atârnă pe gât. Descriere revers: Călăreț la trap spre dreapta. El ține într-o mână o ramură și hățul, iar cu cealaltă se sprijină de spatele calului. Calul are piciorul drept din față ridicat, coada scurtă și ridicată, coama un șir de perle. Sub cal litera A. Sub piciorul din față, ridicat, o contramarcă: un cerc. Sub cal o tăietură care pătrunde în flanul monetar. | Muzeul Național al Unirii, Alba Iulia     | Cimec    |
|      | Monedă dacică                 | Datare: Sec. II-I a.Chr. Școală: Vârteju-București Material: argint; batere                                               | Descriere avers: Capul lui Zeus, mult schematizat, spre dreapta; liniile părului de deasupra frunții sunt reunite în două proeminențe, ochiul într-o globulă fără cerc în jur, gura și bărbia realizate prin patru globule. În mijloc este schițat un oval arcuit în jos, iar dedesubt un oval mai mic cu vârful deplasat în jos. Sub ovalul mic sunt înscrise trei linii paralele. Descriere revers: Cal foarte mult schematizat, la trap spre stânga, crupa mai proeminentă decât pieptul, capul are forma unui cap de pasăre, iar călărețul este redat prin trei globule, așezate în unghi cu vârful în sus. | Muzeul Național al Unirii, Alba Iulia     | Cimec    |
|      | Monedă dacică                 | Datare: 2/2 sec. II a.Chr. Școală: Aninoasa-Dobrești Material: argint; batere                                             | Descriere avers: Capul lui Zeus stilizat, spre dreapta. Părul este redat prin mai multe liniuțe, care cad perpendicular pe o linie orizontală, iar cununa este reprezentată prin două șiruri de globule paralele; sub cunună apar patru ovale dispuse diferit și o linie oblică, puțin curbată. Descriere revers: Călăreț cu calul la trap, spre dreapta, foarte mult stilizat. El are capul globular, cu o proeminență în față ca un bot de câine, o linie deasupra acesteia indicând nasul, iar două linii la spate sugerează părul. Corpul său este triunghiular iar piciorul îi coboară sub pântecele calului. Capul calului este asemănător unui cap de pasăre cu ciocul lat, tăiat de două linii paralele, coama este redată printr-un șir de globule, iar coada printr-o linie dublă arcuită. Picioarele din față nu se disting, piesa fiind tocită, iar cele din spate au copite triunghiulare. | Muzeul Național al Unirii, Alba Iulia     | Cimec    |
|      | Monedă dacică                 | Datare: 2/2 sec. II - 1/2 sec. I a.Chr. Școală: Aiud-Cugir Material: argint; batere                                       | Descriere avers: Cap uman în profil spre dreapta, nasul ascuțit, ochiul redat printr-un cerc cu un punct la mijloc, gura este alcătuită din două linii paralele, sub bărbie două semicercuri. Deasupra frunții o globulă mare, înconjurată de un cerc de perle mici. Părul și cununa sunt redate din două șiruri de globule, două frunze de formă ovală și în stânga un șir de linii în unghi ascuțit, așezate asimetric, una după alta, cu vârful în jos; deasupra lor, către frunte, o linie groasă, semicirculară, dublată de o alta globulară. Din zona urechii coboară o linie dublă, care se îndoaie în unghi drept către stânga. Descriere revers: Călăreț cu calul la trap, în profil spre dreapta. Călărețul, mult schematizat, are corpul triunghiular, picioarele nu i se observă, iar capul un cerc cu punct la mijloc din care pornesc în sus patru linii radiate; în spatele lui un șir de perle. Calul, de asemenea mult schematizat, are pieptul de formă ovală, mai dezvoltat decât crupa, gâtul subțire, capul mult micșorat, botul asemănător unui cioc de pelican, apropiat de gât. | Muzeul Național al Unirii, Alba Iulia     | Cimec    |
|      | Aureus                        | Datare: Sec. I p.Chr. Material: au; batere                                                                                | Descriere avers: Capul laureat al împăratului, spre dreapta. Descriere revers: Livia sau Pax șezând spre dreapta, cu o ramură în mâna stângă. Legendă revers: PONTIF MAXIM | Muzeul Național al Unirii, Alba Iulia     | Cimec    |
|      | Aureus                        | Datare: Sec. I p.Chr. Material: au; batere                                                                                | Descriere avers: Capul laureat al împăratului, spre dreapta. Cerc perlat parțial. Descriere revers: Jupiter șezând spre stânga, ținând într-o mână fulgerul, iar în cealaltă sceptrul. Cerc perlat parțial. Legendă revers: JVPPITER CVSTOS | Muzeul Național al Unirii, Alba Iulia     | Cimec    |
|      | Solidus                       | Datare: Mijlocul sec. IV Material: au; batere                                                                             | Descriere avers: Bustul drapat, cuirasat și diademat al împăratului, spre dreapta Descriere revers: Roma și Constantinopol șezând, țin în ambele mâini un scut în care este înscris: VOT / XX / MVLT / XXX. Legendă revers: GLORIA REIPVBLICAE | Muzeul Național al Unirii, Alba Iulia     | Cimec    |
|      | Solidus                       | Datare: Sf. sec. IV Material: au; batere                                                                                  | Descriere avers: Bustul perlat, drapat, cuirasat și diademat al împăratului, spre dreapta Descriere revers: Împăratul în picioare, spre dreapta, ținând în mâna dreaptă un stindard, iar în stânga o Victorie pe un glob și călcând cu piciorul stâng peste un captiv. În câmp: M, D. Descriere exergă: COMOB Legendă revers: VICTORI – A AVGGG | Muzeul Național al Unirii, Alba Iulia     | Cimec    |
|      | Solidus                       | Datare: Înc. sec. VII Material: au; batere                                                                                | Descriere avers: Bustul lui Focas, privit din față, cu barbă ascuțită; poartă coroană cu glob crucicer și armură. În mâna dreaptă globul cruciger. Descriere revers: Victoria privită din față, ținând în mâna dreaptă o cruce lungă Descriere exergă: CONOB Legendă revers: VICTORIA AVSUE | Muzeul Național al Unirii, Alba Iulia     | Cimec    |
|      | Nomisma histamenon            | Datare: Sf. sec. X - înc. sec. XI Material: au; batere                                                                    | Descriere avers: Bustul lui Vasile al II-lea în dreapta și al lui Constantin al VIII-lea în stânga, ambii văzuți din față. Ei țin între ei o cruce simplă și poartă pe cap câte o coroană cu cruce. Primul poartă robă ornamentată cu pătrate, iar cel de al doilea o robă și o mantie ornamentată cu perle. Deasupra lui Vasile al II-lea, Manus Dei. Totul în trei cercuri perlate. Descriere revers: Bustul lui Christos, cu barbă, văzut din față. Între limburile nimbului, în partea superioară, două semicercuri. Poartă tunică și mantie. Cu mâna dreaptă binecuvântează, cu stânga ține evanghelia. Totul în trei cercuri perlate. Legendă revers: INSHIBREXRESNANTINM | Muzeul Național al Unirii, Alba Iulia     | Cimec    |
|      | Nomisma histamenon            | Datare: Sec. XI Material: au; batere                                                                                      | Descriere avers: Christos, cu barbă, văzut din față, șezând pe un tron fără spătar, poartă tunică, mantie și nimb cruciger cu câte un punct în fiecare limb. Cu mâna dreaptă binecuvântează, cu stânga ține evanghelia cu cinci puncte pe copertă. Sus, în câmp, IC și XC. Cerc dublu perlat. Descriere revers: Nichifor al III-lea cu barbă, văzut din față, poartă coroană cu cruce, robă cu pietre prețioase și mantie. În mâna dreaptă are un labarum cu X pe tijă, iar în stânga, globul cruciger. Totul în cerc dublu perlat. | Muzeul Național al Unirii, Alba Iulia     | Cimec    |
|      | Solidus                       | Datare: Sec. VI Descoperit: jud. Ilfov, Corchira Material: au; batere                                                     | Descriere avers: Bustul împăratului, privit din față, cu cască și în costum militar, ținând în mâna dreaptă o Victorie pe un glob, iar în stânga un scut cu reprezentarea unui călăreț doborând un dușman. Descriere revers: Constantinopol cu cască, tunică și mantie, șezând pe tron, ține în mâna dreaptă o lance, iar în stânga un glob cruciger Descriere exergă: CONOB Legendă revers: [VICTORI] – AAVGGGA | Muzeul Național al Unirii, Alba Iulia     | Cimec    |
|      | Monedă dacică                 | Datare: 2/2 sec. III - 2/2 sec. II a.Chr. Material: au; batere                                                            | Descriere avers: Capul lui Zeus, în profil spre dreapta, cu barbă și cunună de lauri. Părul cade în linii ușor radiate pe cunună. Barba este alcătuită din proeminențe sub formă de virgule îngroșate. Cununa este redată prin patru șiruri de frunze stilizate, în formă de ovale. Nasul, drept, continuă fruntea iar ochiul apare într-o adâncitură. Descriere revers: Călăreț galopând spre dreapta. El este reprezentat cu un singur braț, arcuit, cu capul descoperit și fără picioare, iar calul cu piciorul stâng din față și cel drept din spate ridicat, coada stufoasă și lungă, botul ușor întredeschis. Sub cal o ramură, iar în spatele călărețului o cunună. | Muzeul Național al Unirii, Alba Iulia     | Cimec    |
|      | Solidus                       | Datare: 1/2 sec. V Descoperit: jud. Alba, Alba Iulia Material: au; batere                                                 | Descriere avers: Bustul împăratului, privit din față, cu cască și în costum militar, ținând o lance pe umărul drept și un scut, pe care este reprezentat un călăreț doborând un dușman. Descriere revers: Constantinopol cu cască, șezând pe o proră, ține în mâna dreaptă sceptrul, iar în stânga o Victorie pe un glob. În câmpul stâng o steluță cu opt raze. Descriere exergă: CONOB Legendă revers: CONCORDI – AAVGGH | Muzeul Național al Unirii, Alba Iulia     | Cimec    |
|      | Aureus                        | Datare: Sec. I Descoperit: jud. Alba, Zlatna Material: au; batere                                                         | Descriere avers: Capul laureat al împăratului, spre dreapta. Descriere revers: Salus șezând spre stânga, ținând cu o mână o pateră Descriere exergă: SALVS | Muzeul Național al Unirii, Alba Iulia     | Cimec    |
|      | Solidus - monedă comemorativă | Datare: 1/2 sec. V Descoperit: jud. Alba, Sebeș, Câmpul Gusu Material: au; batere                                         | Descriere avers: Bustul împăratului, privit din față, cu cască, în costum militar. El ține lancea cu mâna dreaptă aplecată, pe umărul drept, iar în stânga un scut pe care se vede un călăreț omorând un dușman. Descriere revers: Zeița Roma cu cască pe cap, șezând pe tron, cu piciorul stâng pe prora unui vas. În mâna stângă ține un sceptru, iar în dreapta globul cruciger, în spatele tronului o stea Descriere exergă: CONOB Legendă revers: VOT XXX MVLT XXXX | Muzeul Național al Unirii, Alba Iulia     | Cimec    |
|      | Solidus                       | Datare: 2/2 sec. V Descoperit: jud. Alba, Câlnic Material: au; batere                                                     | Descriere avers: Bustul împăratului, văzut din față, în costum militar și cu cască. În mâna stângă are scutul, iar în dreapta lancea aplecată pe umăr. Descriere revers: Victoria mergând spre stânga, ținând o cruce mare în mâna dreaptă. În câmpul drept o stea. Descriere exergă: CONOB Legendă revers: VICTORI – AAVGGGH | Muzeul Național al Unirii, Alba Iulia     | Cimec    |
|      | Monedă dacică                 | Datare: 2/2 sec. II - 2/2 sec. I a.Chr. Școală: Rădulești-Hunedoara Descoperit: jud. Alba, Cugir Material: argint; batere | Descriere avers: Capul lui Herakles în profil spre dreapta, mult schematizat. Două semicercuri concentrice sugerează gura, iar o linie groasă nasul. În fața nasului apare o spirală în formă de S, cu puncte în cadrul buclelor. Deasupra frunții, marcată de o linie orizontală, două semicercuri concentrice indică buclele părului. Ghearele leului sunt sugerate de un unghi ascuțit, înscris sub bărbie, însoțit de șase globule și cinci linii cu capete globulare. Descriere revers: Călăreț cu calul la trap în profil spre stânga. El este schițat prin trei linii cu globule la capetele superioare, deasupra acestora alte șase globule și un semicerc. Sub botul calului alte trei globule, iar deasupra capului său alte cinci. Picioarele foarte scurte, cu globule la capete, iar coada este triunghiulară. | Muzeul Național al Unirii, Alba Iulia     | Cimec    |
|      | Aureus                        | Datare: Sec. I p.Chr. Descoperit: jud. Alba, Șibot Material: au; batere                                                   | Descriere avers: Capul laureat al împăratului, spre dreapta. Cerc perlat parțial. Descriere revers: Jupiter șezând spre stânga, ținând într-o mână fulgerul, iar în cealaltă sceptrul. Cerc perlat parțial. Legendă revers: JVPPITER CVSTOS | Muzeul Național al Unirii, Alba Iulia     | Cimec    |
|      | Aureus                        | Datare: Sec. I p.Chr. Descoperit: jud. Alba, Șibot Material: au; batere                                                   | Descriere avers: Capul laureat al împăratului, spre dreapta Descriere revers: Jupiter șezând spre stânga, ținâne fulgerul și sceptrul Legendă revers: JVPPITER CVSTOS | Muzeul Național al Unirii, Alba Iulia     | Cimec    |
|      | Solidus                       | Datare: 538 Descoperit: jud. Alba, Oarda de Jos Material: au; batere                                                      | Descriere avers: Bustul împăratului, văzut din față, cu coif și armură, ținând în mâna dreaptă globul cruciger, iar în stânga un scut pe care este înfățișat un călăreț atacând cu lancea un inamic căzut la pământ. Descriere revers: Victoria în picioare, văzuă din față, ține în mâna dreaptă o cruce lungă, prevăzută la capăt cu litera P (crucea crismată), iar în mâna stângă globul cruciger. În câmp, în dreapta, o stea Descriere exergă: CONOB Legendă revers: VICTORI AAVCCCZ | Muzeul Național al Unirii, Alba Iulia     | Cimec    |
|      | Solidus                       | Datare: Sec. V Descoperit: jud. Sibiu, com. Poiana Sibiului Material: au; batere                                          | Descriere avers: Bustul împăratului, văzut din față, în costum militar și cu cască. În mâna stângă are scutul, iar în dreapta lancea aplecată pe umăr. Descriere revers: Victoria mergând spre stânga, ținând o cruce mare în mâna dreaptă. În câmpul drept o stea. Descriere exergă: CONOB Legendă revers: VICTORI – AAVGGGA | Muzeul Național al Unirii, Alba Iulia     | Cimec    |
|      | Monedă dacică                 | Datare: Înc. sec. II a.Chr. Școală: Jiblea Descoperit: jud. Hunedoara, com. Romos Material: argint; batere                | Descriere avers: Capul lui Zeus în profil spre dreapta, cu cununa alcătuită din două rânduri de frunze, părul coboară sub forma unor meșe, din creștet pe cunună, iar pe ceafă cade în trei plete. Sub cap apare o linie dublă curbată. Barba este alcătuită din bucle cu ondulații în sus. La vârful nasului apar două globule, iar în fața ochiului este un câmp adâncit. Descriere revers: Călăreț spre dreapta, cu petasos și ramură. Calul este voluminos, botul acestuia este prevăzut cu două crestături, copitele picioarelor din față sunt în afara flanului monetar, coama este realizată din perle. În spatele călărețului sunt urme ale literei K. | Muzeul Național al Unirii, Alba Iulia     | Cimec    |

## Fond
| Foto | Informații generale                    | Detalii tehnice | Descriere | Deținător                                 | Legături |
| ---- | -------------------------------------- | --- | --- | ----------------------------------------- | -------- |
|      | Dinar                                  | Datare: sfârșitul secolului XII-încep. Sec. XIII Școală: N Descoperit: jud. Alba, Alba Iulia, Str. Mihai Viteazul nr. 21 Material: argint   | Descriere avers: în câmp o cruce cu raze între brațe Descriere revers: în câmp o cruce, de jur imprejur semne care imită o legendă | Arhiepiscopia Romano-Catolică, Alba Iulia | Cimec    |
|      | Dinar                                  | Datare: secolul XIII Descoperit: jud. Alba, Alba Iulia, str. Mihai Viteazul nr. 21 Material: argint                                         | Descriere avers: bastion între două flori de crin Descriere revers: un ornament circular în interior litera ebraică Chet | Arhiepiscopia Romano-Catolică, Alba Iulia | Cimec    |
|      | Dinar anepigraf                        | Datare: secolul XII Descoperit: jud. Alba, Alba Iulia, Str. Mihai Viteazul nr. 21 Material: argint                                          | Descriere avers: în interiorul brațelor unei cruci cu brațele bifurcate la capăt câte o jumătate de lună cu punct Descriere revers: în interiorul a două cercuri concentrice, o lună | Arhiepiscopia Romano-Catolică, Alba Iulia | Cimec    |
|      | Dinar                                  | Datare: sfârșitul sec. XIII Descoperit: jud. Alba, Alba Iulia, str. Mihai Viteazul nr. 21 Material: argint                                  | Descriere avers: un dragon spre stânga Descriere revers: două păsări cu capul întors una spre cealaltă și între ele un lujer cu floare de crin | Arhiepiscopia Romano-Catolică, Alba Iulia | Cimec    |
|      | Parvus                                 | Datare: prima jumătate a secolului XIV Școală: Szeged ? Descoperit: jud. Alba, Alba Iulia, Str. Mihai Viteazul nr. 21 Material: argint      | Descriere avers: coroana Descriere revers: înger ingenunchiat spre stânga, deasupra litera K | Arhiepiscopia Romano-Catolică, Alba Iulia | Cimec    |
|      | Dinar                                  | Datare: a doua jumătate a secolului XIV Școală: Pecs Descoperit: jud. Alba, Alba Iulia, Str. Mihai Viteazul nr. 21 Material: argint         | Descriere avers: cap de sarazin spre stânga Descriere revers: cruce dublă Legendă revers: +REGIS hVnGARIE | Arhiepiscopia Romano-Catolică, Alba Iulia | Cimec    |
|      | Pfennig                                | Datare: sfârșitul secolului XIII Școală: Viena Descoperit: jud. Alba, Alba Iulia, Str. Mihai Viteazul nr. 21 Material: argint               | Descriere avers: stea cu șase colțuri, în unghiuri câte o rozetă ? Descriere revers: ilizibil | Arhiepiscopia Romano-Catolică, Alba Iulia | Cimec    |
|      | Dinar                                  | Datare: prima jumătate a secolului XV Descoperit: jud. Alba, Alba Iulia, Str. Mihai Viteazul nr. 21 Material: argint                        | Descriere avers: vulturul Descriere revers: stema patriarhatului de Aquileia Legendă revers: …. | Arhiepiscopia Romano-Catolică, Alba Iulia | Cimec    |
|      | Ban                                    | Datare: sfârșitul secolului XIV Școală: necunoscut Descoperit: jud. Alba, Alba Iulia, Str. Mihai Viteazul nr. 21 Material: argint           | Descriere avers: acvilă spre dreapta cu capul întors spre stânga Descriere revers: cruce dublă cu brațele ancorate, în cantoane câte o treflă | Arhiepiscopia Romano-Catolică, Alba Iulia | Cimec    |
|      | Aspru                                  | Datare: sf.sec.XV-încep.sec.XVI Școală: Novar Descoperit: jud. Alba, Alba Iulia, Str. Mihai Viteazul nr. 21 Material: argint                | | Arhiepiscopia Romano-Catolică, Alba Iulia | Cimec    |
|      | Follis (?)                             | Datare: sfârșitul secolului XII Școală: ? Descoperit: jud. Alba, Alba Iulia, Str. Mihai Viteazul nr. 21 Material: bronz                     | Descriere avers: doi regi pe tron, fiecare tine în mâna dreaptă sceptrul și în stânga globul cruciger, întrei ei o cruce Descriere revers: Fecioara Maria cu Pruncul Iisus, ține în dreaptă sceptrul, de o parte și de cealaltă, o cruce Legendă revers: SANTA MARIA | Arhiepiscopia Romano-Catolică, Alba Iulia | Cimec    |
|      | As                                     | Datare: prima jum. a sec. II Școală: Philipopolis Descoperit: jud. Alba, Alba Iulia, Str. Mihai Viteazul nr. 21 Material: bronz             | Descriere avers: bust radiat spre dreapta Descriere revers: Apolo (?) în picioare spre stânga, în mâna dreaptă ține o cunună, în mâna stângă un mănunchi Legendă revers: PHILIPPOPOLI… | Arhiepiscopia Romano-Catolică, Alba Iulia | Cimec    |
|      | Dinar                                  | Datare: sfârșitul secolului XII Școală: ? Descoperit: jud. Alba, Alba Iulia, Str. Mihai Viteazul nr. 21 Material: argint                    | Descriere avers: În câmp BE-LA, deasupra și dedesubt puncte și semicercuri Descriere revers: În câmp Monograma R | Arhiepiscopia Romano-Catolică, Alba Iulia | Cimec    |
|      | Dinar de tip Friesach                  | Datare: prima jumătate a secolului XIII Descoperit: jud. Alba, Alba Iulia, Str. Mihai Viteazul nr. 21 Material: argint ?                    | Descriere avers: ilizibil Descriere revers: două turnuri de cetate, intre ele o cruce | Arhiepiscopia Romano-Catolică, Alba Iulia | Cimec    |
|      | Dinar                                  | Datare: sfârșitul secolului XIV Școală: Kaschau ? Descoperit: jud. Alba, Alba Iulia, Str. Mihai Viteazul nr. 21 Material: argint            | Descriere avers: cruce dublă Descriere revers: deasupra coroanei, litera M, de o parte și de celaltă o floare de crin (însemnul de monetărie) Legendă revers: +REGINA VNGARIE | Arhiepiscopia Romano-Catolică, Alba Iulia | Cimec    |
|      | Dinar                                  | Datare: prima jumătate a secolului XVI Școală: Kremnica Descoperit: jud. Alba, Alba Iulia, Str. Mihai Viteazul nr. 21 Material: argint      | Descriere avers: scut împărțit în patru: fascii, cruce dublă, cap de leopard și leul Boemiei, în centru stema Austriei Descriere revers: Fecioara Maria cu Pruncul Iisus pe tron Legendă revers: PATRONA VNGARIE | Arhiepiscopia Romano-Catolică, Alba Iulia | Cimec    |
|      | 3 kreuzeri                             | Datare: sfârșitul secolului XVII Școală: Kremnica Descoperit: jud. Alba, Alba Iulia, Str. Mihai Viteazul nr. 21 Material: bronz argintat    | Descriere avers: bust spre dreapta Descriere revers: Fecioara Maria cu Aureolă și Pruncul Iisus în stânga Legendă revers: …ONA HVNGA… | Arhiepiscopia Romano-Catolică, Alba Iulia | Cimec    |
|      | Greschl                                | Datare: a doua jumătate a secolului XVII Descoperit: jud. Alba, Alba Iulia, Str. Mihai Viteazul nr. 21 Material: argint                     | Descriere avers: vulturul Descriere revers: stema Principatului | Arhiepiscopia Romano-Catolică, Alba Iulia | Cimec    |
|      | 3 groși                                | Datare: prima jumătate a secolului XVII Școală: Riga Descoperit: jud. Alba, Alba Iulia, Str. Mihai Viteazul nr. 21 Material: argint         | Descriere avers: stema Poloniei Descriere revers: Globul cruciger, deoparte și de cealaltă 2-4 Legendă revers: MONE…GI.. | Arhiepiscopia Romano-Catolică, Alba Iulia | Cimec    |
|      | 6 groși                                | Datare: a doua jumătate a secolului XVII Descoperit: jud. Alba, Alba Iulia, Str. Mihai Viteazul nr. 21 Material: bronz argintat             | Descriere avers: bustul regelui spre dreapra Descriere revers: vulturul cu aripile desfăcute, în cartuș stema orașului Riga Legendă revers: SOLI.. | Arhiepiscopia Romano-Catolică, Alba Iulia | Cimec    |
|      | Dinar                                  | Datare: mijlocul secolului XII Școală: ? Descoperit: jud. Alba, Alba Iulia, Str. Mihai Viteazul nr. 21 Material: argint                     | Descriere avers: cap din față Descriere revers: ilizibil | Arhiepiscopia Romano-Catolică, Alba Iulia | Cimec    |
|      | Parvus                                 | Datare: sf. sec. XIV-încep. sec. XV Școală: Buda ? Descoperit: jud. Alba, Alba Iulia, Str. Mihai Viteazul nr. 21 Material: argint           | Descriere avers: scut împărțit în patru: fascii și vultur Descriere revers: cruce cu brațele egale în unghiuri câte o coroană | Arhiepiscopia Romano-Catolică, Alba Iulia | Cimec    |
|      | Groș lat                               | Datare: prima jumătate a secolului XVII Școală: Brașov Descoperit: jud. Alba, Alba Iulia, Str. Mihai Viteazul nr. 21 Material: argint       | Descriere avers: Fecioara Maria cu Pruncul, stând pe o semilună în flăcări Descriere revers: scut fasciat, în mijloc stema familiei Bethlen Legendă revers: PAR R HVNG DNS SI C OP RAT DVX 16 25 | Arhiepiscopia Romano-Catolică, Alba Iulia | Cimec    |
|      | Dinar                                  | Datare: prima jumătate a secolului XV Școală: Kashau civitas Descoperit: jud. Alba, Alba Iulia, str. Mihai Viteazul nr. 21 Material: argint | Descriere avers: cruce dublă cu capete bifurcate Descriere revers: în mjiloc o cruce, în jurul ei stemele Ungariei, Austriei și Boemiei | Arhiepiscopia Romano-Catolică, Alba Iulia | Cimec    |
|      | Dinar                                  | Datare: prima jumătate a secolului XV Școală: Sibiu Descoperit: jud. Alba, Alba Iulia, str. Mihai Viteazul nr. 21 Material: argint          | Descriere avers: cruce dublă cu capete bifurcate Descriere revers: în mjiloc o cruce, în jurul ei stemele Ungariei, Austriei și Boemiei | Arhiepiscopia Romano-Catolică, Alba Iulia | Cimec    |
|      | Dinar                                  | Datare: prima jumătate a secolului XV Școală: Baia Mare Descoperit: jud. Alba, Alba Iulia, str. Mihai Viteazul nr. 21 Material: argint      | Descriere avers: cruce dublă cu capete bifurcate Descriere revers: în mjiloc o cruce, în jurul ei stemele Ungariei, Austriei și Boemiei | Arhiepiscopia Romano-Catolică, Alba Iulia | Cimec    |
|      | Dinar                                  | Datare: prima jumătate a secolului XV Școală: Sighișoara Descoperit: jud. Alba, Alba Iulia, str. Mihai Viteazul nr. 21 Material: argint     | Descriere avers: cruce dublă cu capete bifurcate Descriere revers: în mjiloc o cruce, în jurul ei stemele Ungariei, Austriei și Boemiei | Arhiepiscopia Romano-Catolică, Alba Iulia | Cimec    |
|      | Dinar                                  | Datare: prima jumătate a secolului XV Școală: Kashau ? Descoperit: jud. Alba, Alba Iulia, str. Mihai Viteazul nr. 21 Material: argint       | Descriere avers: cruce dublă cu capete bifurcate Descriere revers: în mjiloc o cruce, în jurul ei stemele Ungariei, Austriei și Boemiei | Arhiepiscopia Romano-Catolică, Alba Iulia | Cimec    |
|      | Dinar                                  | Datare: prima jumătate a secolului XV Școală: Kaschau ? Descoperit: jud. Alba, Alba Iulia, str. Mihai Viteazul nr. 21 Material: AE argintat | Descriere avers: cruce dublă cu capete bifurcate Descriere revers: în câmp o cruce, în jurul ei stemele Ungariei, Austriei și Boemiei | Arhiepiscopia Romano-Catolică, Alba Iulia | Cimec    |
|      | Dinar                                  | Datare: prima jumătate a secolului XV Școală: Kaschau ? Descoperit: jud. Alba, Alba Iulia, str. Mihai Viteazul nr. 21 Material: AE argintat | Descriere avers: cruce dublă cu capete bifurcate Descriere revers: în câmp o cruce, în jurul ei stemele Ungariei, Austriei și Boemiei | Arhiepiscopia Romano-Catolică, Alba Iulia | Cimec    |
|      | Dinar                                  | Datare: prima jumătate a secolului XV Școală: Kaschau ? Descoperit: jud. Alba, Alba Iulia, str. Mihai Viteazul nr. 21 Material: AE argintat | Descriere avers: cruce dublă cu capete bifurcate Descriere revers: în câmp o cruce, în jurul ei stemele Ungariei, Austriei și Boemiei | Arhiepiscopia Romano-Catolică, Alba Iulia | Cimec    |
|      | Dinar                                  | Datare: prima jumătate a secolului XV Școală: Kaschau ? Descoperit: jud. Alba, Alba Iulia, str. Mihai Viteazul nr. 21 Material: AE          | Descriere avers: cruce dublă cu capete bifurcate Descriere revers: în câmp o cruce, în jurul ei stemele Ungariei, Austriei și Boemiei | Arhiepiscopia Romano-Catolică, Alba Iulia | Cimec    |
|      | Dinar                                  | Datare: prima jumătate a secolului XV Școală: Baia Mare Descoperit: jud. Alba, Alba Iulia, str. Mihai Viteazul nr. 21 Material: argint      | Descriere avers: cruce dublă cu capete bifurcate Descriere revers: în câmp o cruce, în jurul ei stemele Ungariei, Austriei și Boemiei | Arhiepiscopia Romano-Catolică, Alba Iulia | Cimec    |
|      | Dinar                                  | Datare: prima jumătate a secolului XV Școală: Brașov Descoperit: jud. Alba, Alba Iulia, str. Mihai Viteazul nr. 21 Material: AE             | Descriere avers: cruce dublă cu capete bifurcate Descriere revers: ilizibil | Arhiepiscopia Romano-Catolică, Alba Iulia | Cimec    |
|      | Dinar                                  | Datare: prima jumătate a secolului XV Școală: Baia mare Descoperit: jud. Alba, Alba Iulia, str. Mihai Viteazul nr. 21 Material: argint      | Descriere avers: cruce dublă cu capete bifurcate Descriere revers: în câmp o cruce, în jurul ei stemele Ungariei, Poloniei și Lituaniei | Arhiepiscopia Romano-Catolică, Alba Iulia | Cimec    |
|      | Dinar                                  | Datare: prima jumătate a secolului XV Școală: Veszprem Descoperit: jud. Alba, Alba Iulia, str. Mihai Viteazul nr. 21 Material: AE           | Descriere avers: cruce dublă cu capete bifurcate Descriere revers: în câmp o cruce, în jurul ei stemele Ungariei, Poloniei și Lituaniei | Arhiepiscopia Romano-Catolică, Alba Iulia | Cimec    |
|      | Dinar                                  | Datare: prima jumătate a secolului XV Școală: Sibiu Descoperit: jud. Alba, Alba Iulia, str. Mihai Viteazul nr. 21 Material: argint          | Descriere avers: cruce dublă cu capete bifurcate Descriere revers: în câmp o cruce, în jurul ei stemele Ungariei, Poloniei și Lituaniei | Arhiepiscopia Romano-Catolică, Alba Iulia | Cimec    |
|      | Dinar                                  | Datare: prima jumătate a secolului XV Școală: Sibiu Descoperit: jud. Alba, Alba Iulia, str. Mihai Viteazul nr. 21 Material: argint          | Descriere avers: cruce dublă cu capete bifurcate Descriere revers: în câmp o cruce, în jurul ei stemele Ungariei, Poloniei și Lituaniei | Arhiepiscopia Romano-Catolică, Alba Iulia | Cimec    |
|      | Dinar                                  | Datare: prima jumătate a secolului XV Școală: Sibiu Descoperit: jud. Alba, Alba Iulia Material: argint                                      | Descriere avers: cruce dublă cu capete bifurcate Descriere revers: în câmp o cruce, în jurul ei stemele Ungariei, Poloniei și Lituaniei | Arhiepiscopia Romano-Catolică, Alba Iulia | Cimec    |
|      | Dinar                                  | Datare: prima jumătate a secolului XV Școală: Sibiu Descoperit: jud. Alba, Alba Iulia, str. Mihai Viteazul nr. 21 Material: argint          | Descriere avers: cruce dublă cu capete bifurcate Descriere revers: în câmp o cruce, în jurul ei stemele Ungariei, Poloniei și Lituaniei | Arhiepiscopia Romano-Catolică, Alba Iulia | Cimec    |
|      | Dinar                                  | Datare: prima jumătate a secolului XV Școală: Varad sau Ungvar Descoperit: jud. Alba, Alba Iulia, str. Mihai Viteazul nr. 21 Material: AE   | Descriere avers: cruce dublă cu capete bifurcate Descriere revers: în câmp o cruce, în jurul ei stemele Ungariei, Poloniei și Lituaniei | Arhiepiscopia Romano-Catolică, Alba Iulia | Cimec    |
|      | Dinar                                  | Datare: prima jumătate a secolului XV Școală: Veszprem Descoperit: jud. Alba, Alba Iulia, str. Mihai Viteazul nr. 21 Material: argint       | Descriere avers: cruce dublă cu capete bifurcate Descriere revers: în câmp o cruce, în jurul ei stemele Ungariei, Poloniei și Lituaniei | Arhiepiscopia Romano-Catolică, Alba Iulia | Cimec    |
|      | Dinar                                  | Datare: prima jumătate a secolului XV Școală: Veszprem Descoperit: jud. Alba, Alba Iulia, str. Mihai Viteazul nr. 21 Material: AE           | Descriere avers: cruce dublă cu capete bifurcate Descriere revers: în câmp o cruce, în jurul ei stemele Ungariei, Lituaniei și Poloniei | Arhiepiscopia Romano-Catolică, Alba Iulia | Cimec    |
|      | Dinar                                  | Datare: prima jumătate a secolului XV Școală: Veszprem Descoperit: jud. Alba, Alba Iulia, str. Mihai Viteazul nr. 21 Material: AE           | Descriere avers: cruce dublă cu capete bifurcate Descriere revers: în câmp o cruce, în jurul ei stemele Ungariei, Lituaniei și Poloniei | Arhiepiscopia Romano-Catolică, Alba Iulia | Cimec    |
|      | Dinar                                  | Datare: prima jumătate a secolului XV Școală: Veszprem Descoperit: jud. Alba, Alba Iulia, str. Mihai Viteazul nr. 21 Material: AE           | Descriere avers: cruce dublă cu capete bifurcate Descriere revers: în câmp o cruce, în jurul ei stemele Ungariei, Lituaniei și Poloniei | Arhiepiscopia Romano-Catolică, Alba Iulia | Cimec    |
|      | Dinar                                  | Datare: prima jumătate a secolului XV Școală: Veszprem Descoperit: jud. Alba, Alba Iulia, str. Mihai Viteazul nr. 21 Material: argint       | Descriere avers: cruce dublă cu capete bifurcate Descriere revers: în câmp o cruce, în jurul ei stemele Ungariei, Lituaniei și Poloniei | Arhiepiscopia Romano-Catolică, Alba Iulia | Cimec    |
|      | Dinar                                  | Datare: prima jumătate a secolului XV Școală: Veszprem Descoperit: jud. Alba, Alba Iulia, str. Mihai Viteazul nr. 21 Material: AE argintat  | Descriere avers: cruce dublă cu capete bifurcate Descriere revers: în câmp o cruce, în jurul ei stemele Ungariei, Lituaniei și Poloniei | Arhiepiscopia Romano-Catolică, Alba Iulia | Cimec    |
|      | Dinar                                  | Datare: prima jumătate a secolului XV Școală: Veszprem Descoperit: jud. Alba, Alba Iulia, str. Mihai Viteazul nr. 21 Material: AE           | Descriere avers: cruce dublă cu capete bifurcate Descriere revers: în câmp o cruce, în jurul ei stemele Ungariei, Lituaniei și Poloniei | Arhiepiscopia Romano-Catolică, Alba Iulia | Cimec    |
|      | Dinar                                  | Datare: prima jumătate a secolului XV Școală: Veszprem Descoperit: jud. Alba, Alba Iulia, str. Mihai Viteazul nr. 21 Material: AE           | Descriere avers: cruce dublă cu capete bifurcate Descriere revers: în câmp o cruce, în jurul ei stemele Ungariei, Lituaniei și Poloniei | Arhiepiscopia Romano-Catolică, Alba Iulia | Cimec    |
|      | Dinar                                  | Datare: prima jumătate a secolului XV Școală: Veszprem Descoperit: jud. Alba, Alba Iulia, str. Mihai Viteazul nr. 21 Material: AE           | Descriere avers: cruce dublă cu capete bifurcate Descriere revers: în câmp o cruce, în jurul ei stemele Ungariei, Lituaniei și Poloniei | Arhiepiscopia Romano-Catolică, Alba Iulia | Cimec    |
|      | Dinar                                  | Datare: prima jumătate a secolului XV Școală: Veszprem Descoperit: jud. Alba, Alba Iulia, str. Mihai Viteazul nr. 21 Material: AE           | Descriere avers: cruce dublă cu capete bifurcate Descriere revers: în câmp o cruce, în jurul ei stemele Ungariei, Lituaniei și Poloniei | Arhiepiscopia Romano-Catolică, Alba Iulia | Cimec    |
|      | Dinar                                  | Datare: prima jumătate a secolului XV Școală: Sibiu Descoperit: jud. Alba, Alba Iulia, str. Mihai Viteazul nr. 21 Material: AR              | Descriere avers: cruce dublă cu capete bifurcate Descriere revers: în câmp o cruce, în jurul ei stemele Ungariei, Lituaniei și Poloniei | Arhiepiscopia Romano-Catolică, Alba Iulia | Cimec    |
|      | Monedă dacică de tip Vârteju-București | Datare: II-I a.Chr. Școală: Tip Vârteju-București Descoperit: Alba Iulia, Cetatea Apulum Material: argint                                   | Descriere avers: Capul lui Zeus mult schematizat, spre dreapta. Are fruntea lată, nasul o linie oblică, la vârf o globulă, părul din șase linii înclinate spre stânga, ochiul și gura redate printr-o globulă. În mijloc, pornind din creștet până la gură, este schițat un oval alungit din care pornesc în sus spre dreapta trei linii, cele două de deasupra sunt unite în unghi ascuțit; la capătul de jos, dedesupt, un oval mai mic. Descriere revers: Cal foarte mult schematizat, la trap, spre stânga, cu piciorul drept din față ridicat. Corpul acestuia este format din două mari proeminențe de formă circulară, separate printr-un unghi cu deschidere spre dreapta. Capul are forma unui cap de pasăre cu ciocul mai lățit, gâtul este separat de piept printr-o linie oblică, picioarele sunt redate din linii frânte, cu câte o globulă la încheieturi și la capete, exceptând cel din stânga din față, alcătuit dintr-o linie dreaptă, la capăt cu o globulă. Piciorul drept, din spate este în afara ștanței monetare. Călărețul este înlocuit cu două globule.                                                                                            | Muzeul Național al Unirii, Alba Iulia     | Cimec    |
|      | Monedă dacică de tip Vârteju-București | Datare: II-I a.Chr. Școală: Tip Vârteju-București Descoperit: jud. Argeș (?) Material: argint                                               | Descriere avers: Capul lui Zeus mult schematizat, spre dreapta. Ochiul este înlocuit cu o globulă, la fel și gura, iar bărbia este reprezentată prin trei globule. Fruntea și nasul nu sunt vizibile, piesa fiind tocită. Cele două ovale de pe față au fost ușor modificate. Cel mare este mai voluminos la partea de sus, cel de jos, mai mic, are forma literei D, cu capetele mai ascuțite. În dreapta, trei linii pornesc din apropierea ovalului mare, cele două de deasupra unindu-se într-un unghi ascuțit. Sub ovalul cel mic sunt două linii paralele și un arc de cerc neregulat, cu capetele în sus, iar sub ovalul mare, în stânga un unghi ascuțit, cu vârful în sus; între laturile sale o linie, iar sub el alte două linii paralele. Descriere revers: Cal mult schematizat, la trap, spre stânga, cu piciorul drept din față ridicat. Piciorul stâng din față este redat printr-o linie dreaptă, cu două globule la genunchi și o globulă la capăt. Corpul este format din două mari proeminențe, separate printr-un unghi. Picioarele sunt redate din linii frânte, cu câte o globulă la încheieturi și la capete. În locul călărețului apar două globule. | Muzeul Național al Unirii, Alba Iulia     | Cimec    |
|      | Solidus                                | Datare: 391-395 Școală: Constantinopol Material: aur                                                                                        | Descriere avers: Bustul împăratului, privit din față, în costum militar și cu cască, ținând o lance pe umărul drept și un scut, pe care este reprezentat un călăreț doborând un dușman în stânga. Descriere revers: Constantinopol cu cască, privit din față, șezând pe o proră de navă, ține în mâna stângă o Victorie pe glob. În câmpul stâng o steluță cu opt raze. Descriere exergă: CONOB Legendă revers: CONCORDI - AAVGGB | Muzeul Național al Unirii, Alba Iulia     | Cimec    |
|      | Tremissis                              | Datare: 383-388 Școală: Constantinopol Material: aur                                                                                        | Descriere avers: Bustul împăratului drapat, cuirasat și diademat, spre dreapta. Descriere revers: Victoria privind spre dreapta, ține o ghirlandă în mâna dreaptă și o cruce pe un glob, în stânga. În camp, în dreapta, o steluță cu opt raze. Descriere exergă: CONOB Legendă revers: VICTORIA AVGVSTORVM | Muzeul Național al Unirii, Alba Iulia     | Cimec    |
|      | Tremissis                              | Datare: 578-582 Școală: Constantinopol Material: aur                                                                                        | Descriere avers: Bustul diademat am împăratului în costum militar, spre dreapta Descriere revers: Cruce cu brațele terminate în T Descriere exergă: CONOB Legendă revers: VICTOR TIBERIAYS | Muzeul Național al Unirii, Alba Iulia     | Cimec    |
|      | Hyperperon                             | Datare: 1222-1254 Școală: Magnesia Material: aur                                                                                            | Descriere avers: Christos cu barbă, nimbat, din față, îmbrăcat cu tunică și mantie, șezând pe un tron fără spătar, cu mâna dreaptă binecuvântează, iar cu stânga ține evanghelia; în câmpul drept, deasupra tronului o globulă. Descriere revers: În câmpul drept trei sigle dispuse pe verticală; în câmpul superior monograma MP. În stânga, împăratul în picioare, din față, cu barbă, purtând coroană imperială, tunică, loros și o garnitură la gât formată din opt perle, ține în mână dreaptă un labarum iar în stânga un sul de pergament, alături Maica Domnului, în picioare, din față, nimbată, purtând tunică și mantie, îl încoronează. | Muzeul Național al Unirii, Alba Iulia     | Cimec    |
|      | Monedă dacică de tip Niculițel-Parcheș | Datare: Sec.III a.Chr- mijl. sec.II a.Chr Material: argint                                                                                  | Descriere avers: Capul lui Zeus, tânăr, în profil spre dreapta, fără cunună. Părul buclat este ridicat spre creștet, iar barba este alcătuită din două rânduri de bucle suprapuse. Cele trei bucle de pe ceafă se termină cu o spirală. Gura este realizată din două globule, iar ochiul printr-o globulă mică într-o adâncitură. Gâtul este detașat de corp. Descriere revers: Călăreț cu calul, la trap, spre stânga. El este reprezentat fără ramură și brațe, capul are o crinieră la coif, iar umerii sunt proeminenți. Calul are corpul lung și subțire, coama zbârlită, coada groasă, piciorul drept din față ridicat. Picioarele au pinteni și copite triunghiulare iar frâul este o linie arcuită între bot și piept. | Muzeul Național al Unirii, Alba Iulia     | Cimec    |